# Hypocrisy
Hypocrisy es una banda sueca de death metal formada en Ludvika en 1990 por Peter Tägtgren.

## Historia
En un principio estuvo influenciado por su etapa como miembro en directo para Malevolent Creation y la escena death metal de Florida. Finalmente y sin sacar nada, en 1990, Peter Tägtgren, influenciado por grupos como Death, Morbid Angel, Obituary, Pestilence, Possessed, Venom, Kreator, Slayer, Iron Maiden, Black Sabbath, Motörhead, Darkthrone (primer álbum) y su anterior banda Malevolent Creation, forma uno de los grupos más importantes del metal extremo. Hypocrisy, una nueva banda oscura y destructiva. Sus primeros trabajos de death metal con partes ambientales, melódicas y algunos tintes de black metal no dejaron indiferente a nadie. Sus primeros discos, Penetralia y Osculum Obscenum, son considerados por muchos fanes como clásicos del género.
Después de la grabación de los primeros trabajos, Magnus, por entonces vocalista de Hypocrisy, dejó el grupo para ser bajista y vocalista de la banda de black metal Dark Funeral, lo que provocó que Peter Tägtgren pasara a ser el nuevo vocalista. El primer trabajo con la formación nueva fue el álbum "The Fourth Dimension", siendo algo más melódico que los 2 anteriores, pero siendo igualmente death metal puro. Después del The Fourth Dimension, lanzaron Abducted, álbum donde podemos encontrar una de las canciones que más ha caracterizado Hypocrisy, Roswell 47 y en donde se nota claramente un aumento de lo melódico, dejando prácticamente el "old school death" de sus inicios y convirtiéndose en death metal melódico estilo que mantendrían los siguientes trabajos.
Aparte de cambiar su sonido, también cambiaron sus letras, los 2 primeros trabajos hablaban de anticristianismo y satanismo, "The Fourth Dimension" hablaba de temas más paranormales como secuestros sin resolver, dimensiones desconocidas y similares, a partir de este último, comenzaron a hablar de abducciones alienígenas.

## Miembros

#### Miembros actuales
- Peter Tägtgren - voz/guitarra (1990-)
- Mikael Hedlund - bajo (1991-)
- Horgh - batería (2004-)
- Tomas Elofsson - guitarra en directo (2010-)

#### Antiguos miembros
- Magnus "Masse" Broberg - voz (Dark Funeral, Dominion Caligula, God Among Insects, Demonoid) (1991-1993)
- Jonas Österberg - guitarra (1991-1992)
- Lars Szöke - batería (ex-The Abyss War) (1991-2003)
- Mathias Kamijo - guitarra de directos (ex-Algaion) (1998-1998)
- Andreas Holma - guitarra (ex The Abyss) (2004-2006)
- Klas Ideberg - guitarra de directos (Darkane, Terror 2000) (2006)

## Discografía

#### Álbumes de estudio
- 1992: Penetralia
- 1993: Osculum Obscenum
- 1994: The Fourth Dimension
- 1996: Abducted
- 1997: The Final Chapter
- 1999: Hypocrisy
- 2000: Into The Abyss
- 2002: Catch 22
- 2004: The Arrival
- 2005: Virus
- 2009: A Taste Of Extreme Divinity
- 2013: End Of Disclosure
- 2021: Worship

#### EP
- 1993: Pleasure of Molestation
- 1994: Inferior Devoties
- 1996: Maximum Abduction
- 2005: Virus Radio EP

#### Álbumes recopilatorios
- 2001: 10 Years of Chaos and Confusion

#### Álbumes en directo
- 1999: Hypocrisy Destroys Wacken

#### Sencillos
- 1996: "Carved Up"

#### Videoclips
- 1992: Impotent God
- 1992: Left To Rot
- 1993: Pleasure Of Molestation
- 1994: Inferior Devoties
- 1996: Roswell 47
- 1997: The Final Chapter
- 2004: Eraser
- 2005: Scrutinized
- 2010: Weed Out The Weak
- 2013: End Of Disclosure
- 2013: Tales Of Thy Spineless
- 2021: Chemical Whore
- 2021: Dead World
- 2021: Children Of The Gray
- 2021: Worship

#### DVD en directo.
- 2011: Hell Over Sofia, 20 Years of Chaos and Confusion [2]